# District de Donggang
Pour les articles homonymes, voir Donggang (homonymie).
Le district de Donggang (东港区 ; pinyin : Dōnggǎng Qū) est une subdivision administrative de la province du Shandong en Chine. Il est placé sous la juridiction de la ville-préfecture de Rizhao.